# Vorly
Vorly ist eine französische Gemeinde mit 248 Einwohnern (Stand: 1. Januar 2022) im Département Cher in der Region Centre-Val de Loire. Sie gehört zum Arrondissement Bourges und zum Kanton Trouy. Die Einwohner werden Vorlaisiens genannt.

## Geographie
Vorly liegt in Zentralfrankreich, etwa zwölf Kilometer südsüdöstlich von Bourges. Umgeben wird Vorly von den Nachbargemeinden Senneçay im Westen und Norden, Saint-Just im Nordosten, Saint-Denis-de-Palin im Osten sowie Saint-Germain-des-Bois im Süden.

## Bevölkerungsentwicklung
| Jahr                       | 1962 | 1968 | 1975 | 1982 | 1990 | 1999 | 2006 | 2019 |
| Einwohner                  | 325  | 300  | 286  | 254  | 263  | 249  | 250  | 243  |
| Quellen: Cassini und INSEE |      |      |      |      |      |      |      |      |

## Sehenswürdigkeiten
- Kirche Saint-Saturnin
- Schloss Bois-Sire-Amé aus dem 14./15. Jahrhundert, Monument historique seit 1924/1926/1931

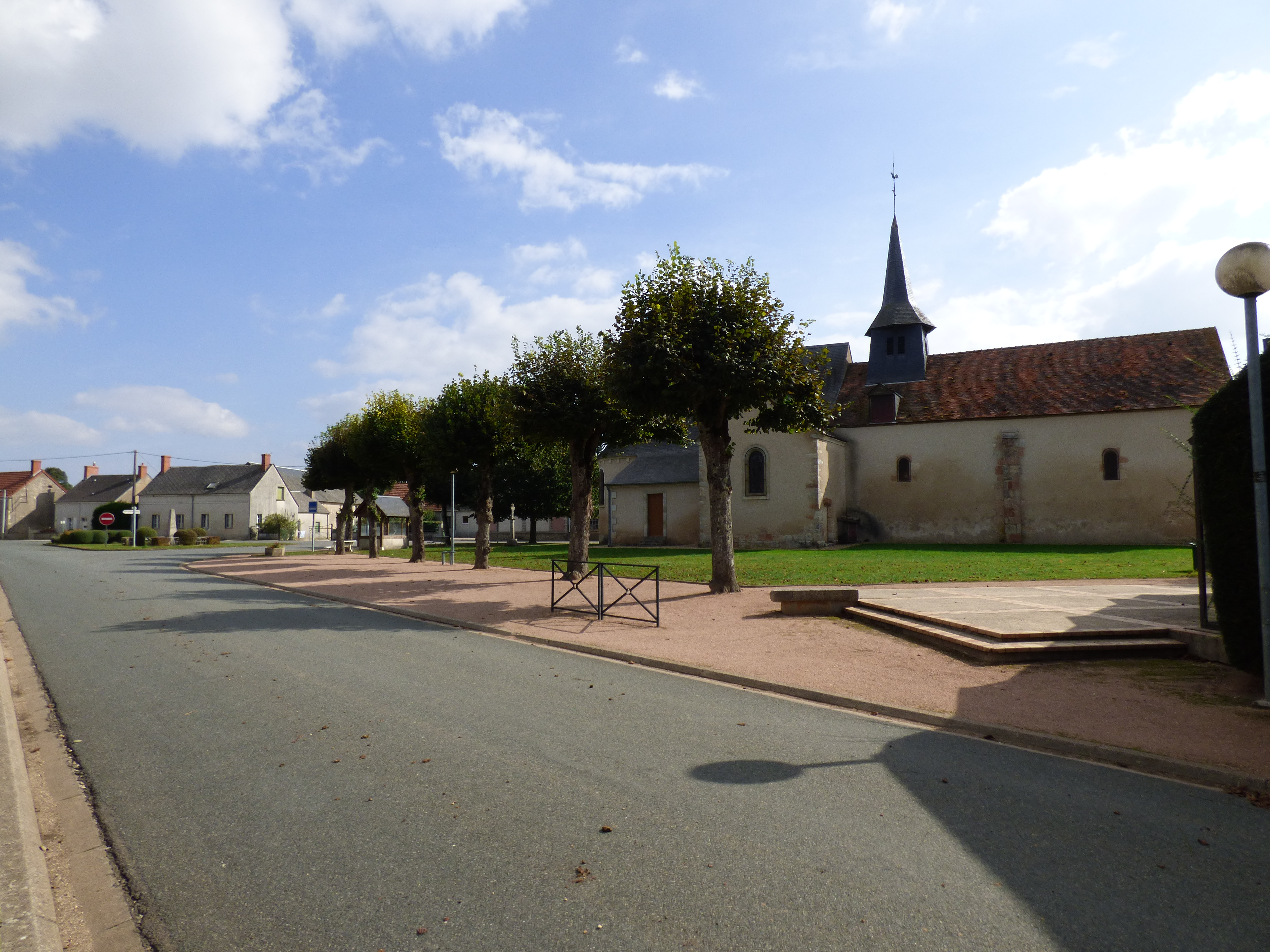
Kirche Saint-Saturnin
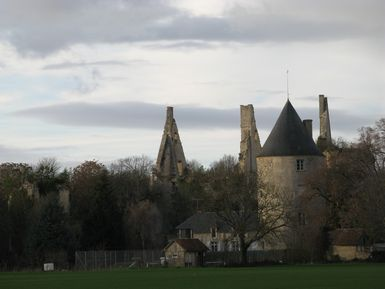
Schloss Bois-Sire-Amé

## Persönlichkeiten
- Yves Fromion (* 1941), Politiker